# Landkreis Uckermark
Landkreis Uckermark är ett distrikt (Landkreis) i det tyska förbundslandet Brandenburg. Distriktet, som är uppkallat efter det historiska landskapet Uckermark, är det till ytan största distriktet i Tyskland.
Landkreis Uckermark ligger norr om distrikten Oberhavel och Barnim och söder om förbundslandet Mecklenburg-Vorpommern. I öst utgör statsgränsen till Polen även distriktets gräns. Huvudorten är Prenzlau.

## Administrativ indelning
I förvaltningsrättslig mening finns i modern tid ingen skillnad mellan begreppet Stadt (stad) gentemot Gemeinde (kommun). Följande kommuner och städer ligger i Landkreis Uckermark.

### Städer och kommuner
Sedan kommunreformen 2003 består Landkreis Uckermark av 34 kommuner (Gemeinden), varav 7 är städer.

### Amtsfria städer

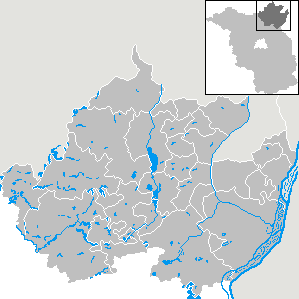
Kommunindelning i Landkreis Uckermark

Invånarantal 31 dec 2012 inom parentes.
- Angermünde (13.687)
- Lychen (3150)
- Prenzlau (19.045)
- Schwedt (31.042)
- Templin (16.063)

### Amtsfria kommuner
- Boitzenburger Land (3360)
- Nordwestuckermark (4496)
- Uckerland (2842)

### Ämter och tillhörande kommuner
- Amt Brüssow (Uckermark) (4640 totalt)
  - Brüssow, stad (1994)
  - Carmzow-Wallmow  (650)
  - Göritz (781)
  - Schenkenberg (603)
  - Schönfeld (612)
- Amt Gartz (Oder) (6714 totalt)
  - Casekow (1941)
  - Gartz, stad (2438)
  - Hohenselchow-Gross Pinnow (795)
  - Mescherin (791)
  - Tantow (749)
- Amt Gerswalde (4659 totalt)
  - Flieth-Stegelitz (550)
  - Gerswalde (1637)
  - Milmersdorf (1500)
  - Mittenwalde (406)
  - Temmen-Ringenwalde (566)
- Amt Gramzow (7178 totalt)
  - Gramzow (1950)
  - Grünow (923)
  - Oberuckersee (1706)
  - Randowtal (970)
  - Uckerfelde (997)
  - Zichow (632)
- Amt Oder-Welse (5608 totalt)
  - Berkholz-Meyenburg (1266)
  - Mark Landin (1054)
  - Passow (1533)
  - Pinnow (huvudort) (892)
  - Schöneberg (863)